# Driophlox
Driophlox är ett fågelsläkte i familjen kardinaler inom ordningen tättingar med fyra arter:
- Rödstrupig myrkardinal (D. fuscicauda)
- Svartkindad myrkardinal (D. atrimaxillaris)
- Sotfärgad myrkardinal (D. gutturalis)
- Tofsmyrkardinal (D. cristata)

Arterna placerades tidigare i Habia. Genetiska studier visar dock att denna artgrupp inte är närmast släkt med typarten för släktet, Habia rubica. Släktet Driophlox har beskrivits för denna klad.
Liksom Habia och närbesläktade Chlorothraupis fördes arterna tidigare till familjen tangaror (Thraupidae), men de är i själva verket nära släktingar till "urkardinalen" röd kardinal (Cardinalis cardinalis).